# Gàbia (vela)
|  | Per a altres significats, vegeu «Gàbia (desambiguació)». |

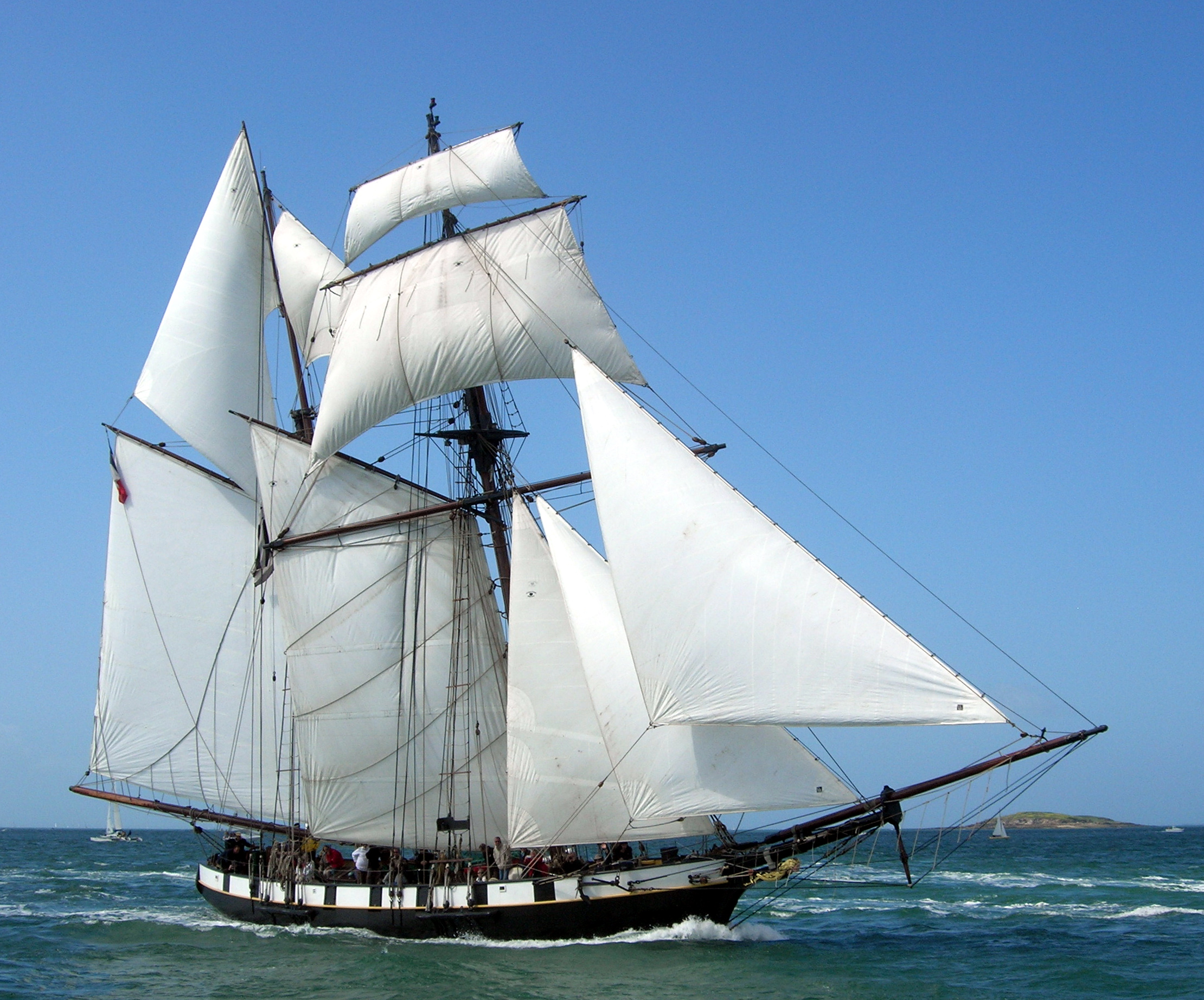
La Recouvrance amb dues gàbies quadrades

La gàbia és la vela que es col·loca en els mastelers, en un vaixell de vela. El nom de gàbia aplicat a aquestes veles té el seu origen en una mena de garita anomenada gàbia que es construïa antigament a la part superior o "cofa" dels pals i servia per col·locar el mariner de talaia i per a altres usos.
La forma d'aquesta vela és de trapezi. Els seus punys, és a dir, les seves puntes o cantonades inferiors es fixen per mitjà de les seves escotes a les extremitats de la verga baixa inferior i es presenta i s'estén al vent per mitjà d'una drissa, la verga que la suporta, que va suspesa, puja al llarg del masteler de la part superior i penja com un estendard.
Les gàbies són les principals veles d'un vaixell de "creu" i les de més freqüent ús per ser les més avantatjosament col·locades per rebre el vent i donar impuls a la seva massa. La meitat superior de la seva superfície està proveïda de faixes o riços que en determinades circumstàncies serveixen per escurçar o estrènyer les veles ("riçar" o fer "riços"), cosa que s'aconsegueix aferrant o assegurant la part superior de la vela doblegada per capes o faixes regulars i paral·leles sobre la verga que la suporta, disminuint la superfície vèlica.

## Tipus de gàbies
- Gàbia de caprici. La que té una faixa més de rínxols.
- Gàbia volant. La de posar i treure.